# Storia di Bari

## Origine del nome
Incerte le varie teorie sull'origine del nome della città. Oltre a quella accennata sotto, di Plinio (secondo cui essa prese nome da Barione, suo conquistatore illirico), Stefano Bizantino (VI secolo d.C.), nel suo Ethnika scrisse che il nome Baris (Bαρις), secondo il poeta greco Posidippo (III secolo a.C.) avrebbe significato "abitazione", e per lo storico Eforo (IV secolo a.C.) indicasse invece un insieme di case cioè il paese per antonomasia. Similmente l'archeologo Emanuele Mola (XVIII secolo), confutando le lingue orientali ipotizzò un possibile collegamento con la voce caldaica beiruth, dal nome di certe fortificazioni che i Palestinesi chiamavano bareis. Un'altra ipotesi, sostenuta anche dal Beatillo, voleva il toponimo Bari discendere dal greco baris, tipo d'imbarcazione. Privo di seguito, infine, l'assunto dell'acuto studioso Armando Perotti (prima metà del Novecento), secondo cui la città avrebbe preso nome da un fiume, bar o var, che l'avrebbe lambita perlomeno nella preistoria.

## Dalla protostoria all'avvento della dominazione romana
Il periodo della fondazione di Bari è incerto, come poche sono le informazioni pervenuteci sui suoi primi secoli di storia. La sua area, come gran parte della Puglia, in epoca protostorica fu interessata dalla colonizzazione degli Iapigi, genti di probabile origine illirica, mescolatisi a preesistenti popolazioni locali dando così i Peucezi. Secondo una teoria di Plinio il Vecchio, condivisa nel Seicento anche dal barese Antonio Beatillo ma priva di riscontri certi, l'allora cittadina sarebbe stata fondata da Japige, figlio di Dedalo venuto da Creta, e chiamata "Japigia" (Iαπvγιωv); successivamente conquistata e ingrandita dal capitano "Barione", leggendario condottiero illirico, quindi derivandone il nome. Alcuni ritrovamenti effettuati sotto la piazza San Pietro, nella parte settentrionale del centro storico, hanno attestato l'esistenza d'insediamenti almeno dal XVI secolo a.C., quindi dall'Età del Bronzo. Altri ritrovamenti di frammenti ceramici e strutture di piccole capanne sono avvenuti nelle aree di scavo adiacenti al complesso della chiesa di San Francesco della Scarpa, nonché nella piazza in cui sorgeva la chiesa di Santa Maria del Buonconsiglio.
Centro della Peucezia, area allora in buona parte corrispondente alla Terra di Bari dell'età contemporanea, Βαριον, in greco Barion, o Bαρις (Baris), aveva già allora una grandissima vocazione marittima e commerciale, come testimoniano sue antiche monete, e, almeno ai tempi della guerra del Peloponneso era governata da un re con pieni poteri, e confederata alle altre tribù peucete secondo le consuetudini delle coeve istituzioni greche.
Nel 326 a.C. Bari divenne municipium romano, perché fra le città apule alleate di Roma nella seconda guerra sannitica (peraltro, in quegli anni varie tribù apule avevano chiesto aiuto ai Romani proprio contro i vicini Sanniti, che sconfinavano sempre più minacciosamente).

## Bari romana
(Quinto Orazio Flacco, Satire, V (lib. I), 96-97.)
Dopo aver parteggiato nei vari casi per le fazioni alleate o nemiche alla Repubblica Romana, Bari entrò pienamente a far parte dei suoi domini nel III secolo a.C., assieme al resto dell'Apulia. Latinizzata in Barivm (Barium), fu municipium cum suffragio, ebbe quindi la possibilità di darsi proprie leggi e istituzioni pur dipendendo da Roma. Nicola Corcia, storico e archeologo del Settecento, suppose, basandosi su di una lapide, che i baresi beneficiassero della cittadinanza romana già prima della promulgazione della lex Iulia.
Difesa da mura e da una rocca, dagli anni 108-110 d.C. Bari fu attraversata della Via Appia Traiana, variante litoranea della Appia. Dispose inoltre di una zecca per coniare moneta, nonché di un tempio di Augusto e uno più antico dedicato ad Apollo, e un pantheon per le sue divinità pagane. Si crede possedesse anche un teatro o un edificio comunque riservato agli spettacoli, da un'epigrafe trovata negli anni duemila nel succorpo della Cattedrale.
In una delle poche citazioni di rilievo pervenuteci, Tito Livio scrisse che nel 181 a.C. i duumviri dell'Urbe disposero un blocco di sorveglianza navale delle coste italiche dai pirati, esteso da Punta Campanella - allora Punta Minerva - fino a Bari. Benché già dotata di un valido porto (è citata da alcune fonti del II secolo a.C. quale porto della Peucezia), Bari in epoca romana non ebbe un'importanza paragonabile a quella dei secoli successivi; città apule di maggior preminenza furono ad esempio Canosa e Brindisi.
Del periodo romano sono state rinvenute scarse vestigia, giusto qualche tratto di lastricato, alcuni elementi architettonici o decorativi spesso riutilizzati in edifici medievali, e basamenti o fondazioni strutturali scoperti nella città vecchia (Cattedrale di San Sabino, Palazzo Simi). A partire dal primo trentennio dell'Ottocento furono trovate diverse tombe con corredi, alcune di buon interesse storico-artistico, in occasione degli scavi per l'edificazione del borgo murattiano immediatamente a sud di Bari vecchia (molte andate poi perse); in tempi successivi si è appurato trattarsi proprio di una necropoli.

## Il Medioevo
Con la caduta dell'Impero romano d'Occidente nel 476, fu invasa dai Barbari e occupata dagli Ostrogoti. A questi fu sottratta dai bizantini, durante la Guerra gotica, e contesa per i due secoli successivi con i Longobardi del Ducato di Benevento, che ne fecero un gastaldo.
Nell'847 Bari capitolò nelle mani dei Saraceni. Per circa un quarto di secolo fu capitale di un piccolo Stato musulmano indipendente, col suo emiro e la sua moschea.
Il primo califfo di Bari fu Khalfūn (847-852, un capobanda berbero della tribù dei Banu Rabi‘a, che si trovava in Puglia già da diverso tempo e proveniva probabilmente dalla Sicilia. La conquista di Bari, secondo al-Baladhuri ebbe luogo all'inizio del califfato dell'abbaside al-Mutawakkil, cioè dopo il 10 agosto 847.
Dopo la morte di Khalfūn nell'852, gli successe l'emiro Mufarraj ibn Sallam, che consolidò la conquista, ampliandone i confini, e tentò di dare ad essa un fondamento giuridico secondo il diritto pubblico musulmano. Scrisse infatti al funzionario del califfato in Egitto che si occupava della posta e della polizia, informandolo dell'esistenza del nuovo Stato musulmano, ed invitandolo a chiedere per suo conto al califfo, al-Mutawakkil di Baghdad, la regolare investitura di wali, cioè di governatore, a capo di una provincia dell'impero abbaside, per ottenere il diritto di far celebrare legalmente la preghiera pubblica del venerdì come mutaghallib, e non più come usurpatore illegittimo. In attesa venne costruita una moschea (jāmi‘).
Il terzo ed ultimo emiro di Bari, Sawdān, prese il potere intorno all'857, in seguito all'uccisione di Mufarraj. Invase le terre del longobardo ducato di Benevento e il duca Adelchi, malgrado l'aiuto dei Franchi, fu costretto a pagare tributo e a consegnare alcuni ostaggi. Nell'864 ricevette l'investitura ufficiale, richiesta dal suo predecessore. La città venne abbellita con opere e palazzi, tra cui una moschea, dove venne professato l'islamismo nella sua accezione maggioritaria sunnita.

### Bizantini e Normanni

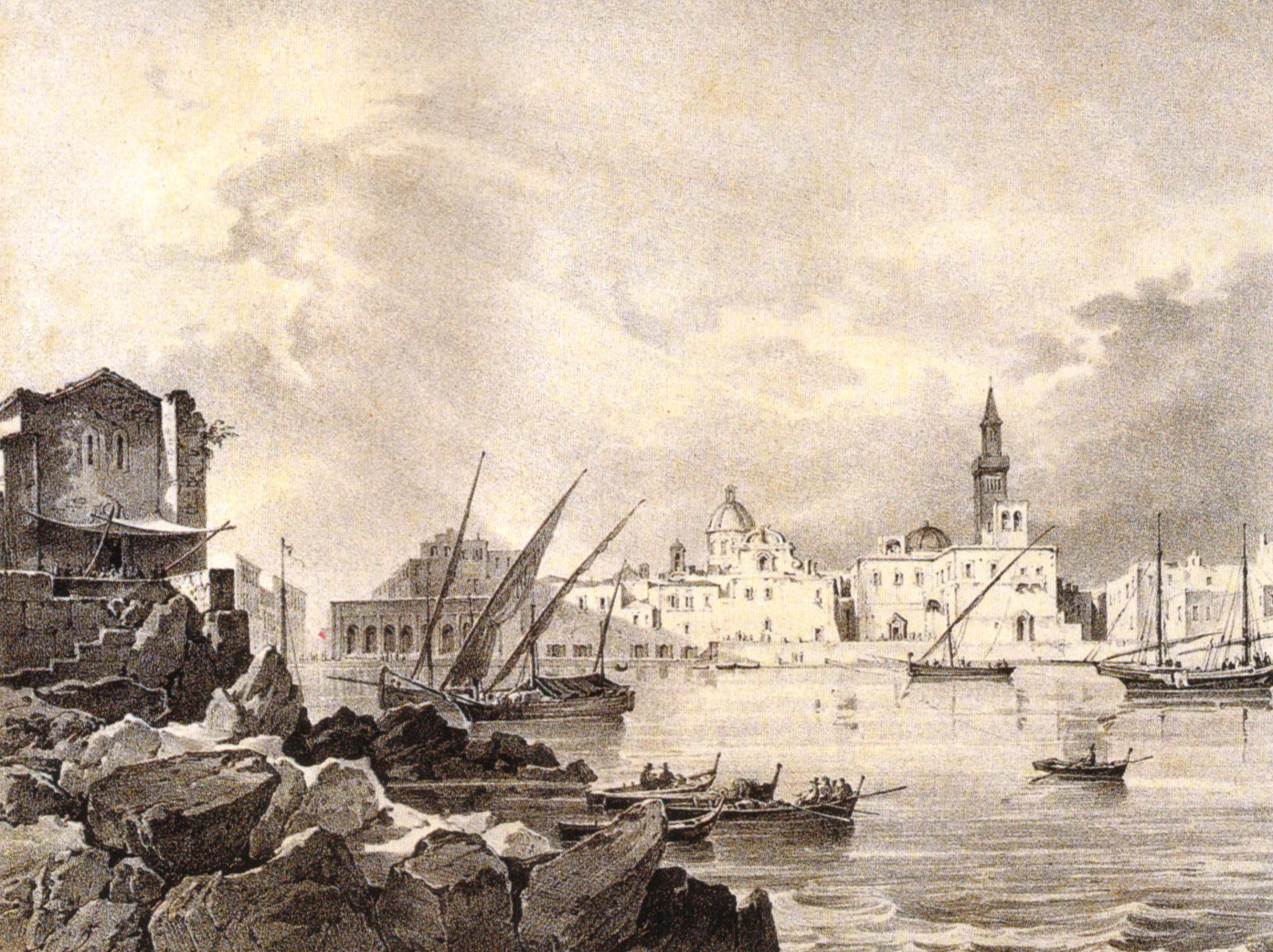
Il porto di Bari in una stampa ottocentesca

Espugnata nell'871 dall'imperatore del Sacro Romano Impero Ludovico II, Bari ritornò ai Bizantini nell'876, diventando il maggior centro politico, militare e commerciale italiano dell'Impero d'Oriente. La città infatti divenne capoluogo del thema di Longobardia, sede di uno stratego e, dal 975, del catapano, funzionario imperiale che amministrava tutti i domini bizantini nell'Italia meridionale. In questo periodo Bari divenne la città e il porto più importante della regione.
Dall'anno mille la città subì tremendi assalti dai Saraceni: il più grave di questi avvenne nell'anno 1002, un lungo assedio da cui Bari venne liberata grazie all'intervento della flotta veneziana, guidata dal doge Pietro II Orseolo. Per riconoscenza i baresi edificarono la chiesa di San Marco dei Veneziani. I mercanti veneziani erano numerosi e nel 1122 venne stipulato un trattato commerciale tra Bari e Venezia.
Inoltre vi furono numerose rivolte antibizantine, la più importante delle quali fu capeggiata da Melo (1009-1018), che si estese a molte città della Puglia centro-settentrionale.
Nel 1051, insieme a Puglia e Calabria, Bari passò a Umfredo d'Altavilla, che la diede in eredità al figlio Abelardo, ma fu presa da Roberto il Guiscardo poiché i normanni si passavano l'eredità tra fratelli. I bizantini avevano rioccupato Bari istituendovi un nuovo catapano su richiesta di Abelardo, che la rivendicava in opposizione allo zio. Così il Guiscardo assediò la città per mare e per terra per quattro anni finché gli abitanti, sopraffatti dalla carestia, ripararono al Guiscardo su consiglio di Argirizzo Joannacci, capo dei magistrati. Il dominio bizantino cessò definitivamente nel 1071, con Roberto il Guiscardo che diede inizio alla dominazione normanna, oltre a dare risarcimenti alla città per l'assedio. Il 9 maggio 1087, arrivarono a Bari le reliquie di San Nicola, vescovo di Myra, trafugate da marinai baresi. Nel 1089, da parte dell'abate Elia, cominciò la costruzione della Basilica di San Nicola che verrà portata a termine nel 1097. Nello stesso anno Papa Urbano II, raggiunse la città per consacrare la cripta della basilica in costruzione e per deporre le reliquie del santo. Cominciò così l'afflusso di pellegrini da ogni parte del mondo. Lo stesso Papa Urbano indisse nel 1098 nella stessa cripta un importante concilio che si proponeva di riconciliare la Chiesa latina con quella ortodossa, divise dallo scisma di Michele I Cerulario. L'esito non fu felice, ma la città ne accrebbe enormemente in prestigio, tanto che molte schiere crociate partirono da lì.
Il dominio normanno su Bari fu in seguito funestato da ribellioni e da lotte, nonostante la fortuna commerciale della città, che raggiunsero il culmine il 28 maggio 1156 da parte di Roberto III di Loritello 1156, quando Guglielmo I detto il Malo, assalì e rase al suolo la città, salvando solamente la basilica di San Nicola. Ricostruita un decennio dopo, rifiorì sotto Guglielmo II, che protesse clero e mercanti baresi.

## Svevi, Angioini, Aragonesi e Sforza
Succedutisi ai Normanni gli Svevi, Bari vide il tramontare delle autonomie conquistate nel corso dei secoli contro Normanni, papato e i due imperi, quello d'Oriente e quello d'Occidente. Federico II però, nonostante la sua diffidenza nei confronti dei baresi, considerati all'epoca irrequieti e poco fedeli, diede a Bari il primato della regione, e vi ricostruì il castello, dove istituì una delle sette grandi fiere che si tenevano nel regno di Sicilia, le concesse nuovi privilegi e ne favorì i commerci.
Sotto gli Angioini ebbe inizio la lunga decadenza di Bari, dilaniata dalle lotte dei signorotti locali e dai banchieri stranieri, cui gli Angioini vendevano i privilegi commerciali. Sotto Giovanna I la città fu invischiata nelle lotte tra Angioini e Durazzeschi; Ladislao tentò di risollevarla con alcuni privilegi, ma Giovanna II la rese nuovamente feudo nel 1430.

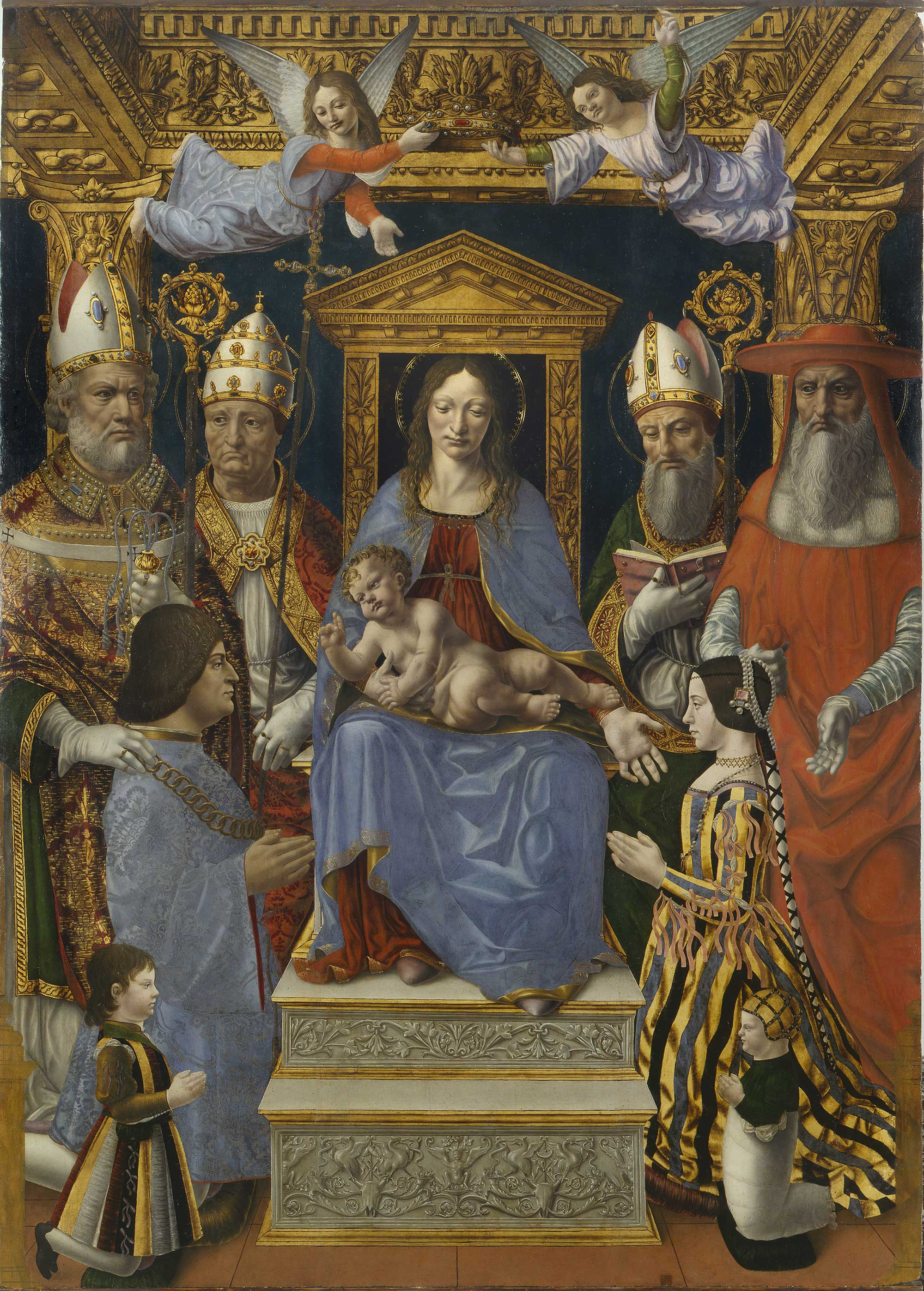
Ludovico il Moro e sua moglie Beatrice d'Este, duchi di Bari, nella Pala Sforzesca.

Sotto gli Aragonesi la situazione non cambiò: nel 1464 re Ferrante d'Aragona concesse ai suoi alleati della famiglia Sforza il ducato di Bari. Nel 1465 ne fu investito Sforza Maria, terzogenito di Francesco Sforza, in vista del suo matrimonio con Eleonora d'Aragona, figlia del re, e col consenso del padre Francesco, che rinunciava così ai propri diritti sui feudi donati al figlio, compreso Modugno. Sforza Maria fu, tra l'altro, l'unico Sforza a recarsi personalmente nei territori a lui intestati, durante l'esilio barese del 1477-1478. Morto quest'ultimo nel 1479 senza figli, il ducato passò al di lui fratello Ludovico il Moro e, a partire dall'anno successivo, anche alla sua promessa sposa Beatrice d'Este, per volontà dell'avo Ferrante che gliela concedeva in matrimonio. Alla morte di Beatrice, nel 1497, Ludovico (ormai duca di Milano) cedette l'intero ducato di Bari al loro secondogenito Sforza Francesco, ma questi non ne godette che fino al 1499, poiché a causa dell'imminente invasione francese del ducato di Milano e di una confusa e infruttuosa manovra politica del padre Ludovico, l'intero ducato di Bari fu occupato da Isabella d'Aragona, pur continuando a esserne titolare Francesco.
Sotto Isabella d'Aragona, vedova di Gian Galeazzo Maria Sforza, riuscì a riportare Bari, seppur per breve tempo, ai fasti di un tempo, tenendovi corte, fortificando le mura e il castello e favorendo la cultura. Sua figlia Bona Sforza, vedova di Sigismondo I di Polonia, tornò a Bari nel 1548 e ivi morì nel 1557. Bona Sforza fortificò il castello, com'è testimoniato da un'iscrizione a lettere di bronzo sul cornicione intorno al cortile, oltre a costruire diverse chiese, un monastero, due cisterne per l'acqua e fece molte donazioni ai monaci della basilica di San Nicola, dove il suo corpo fu sepolto.

## Storia moderna
(Paul Bourget, Sensations d'Italie, 1891)

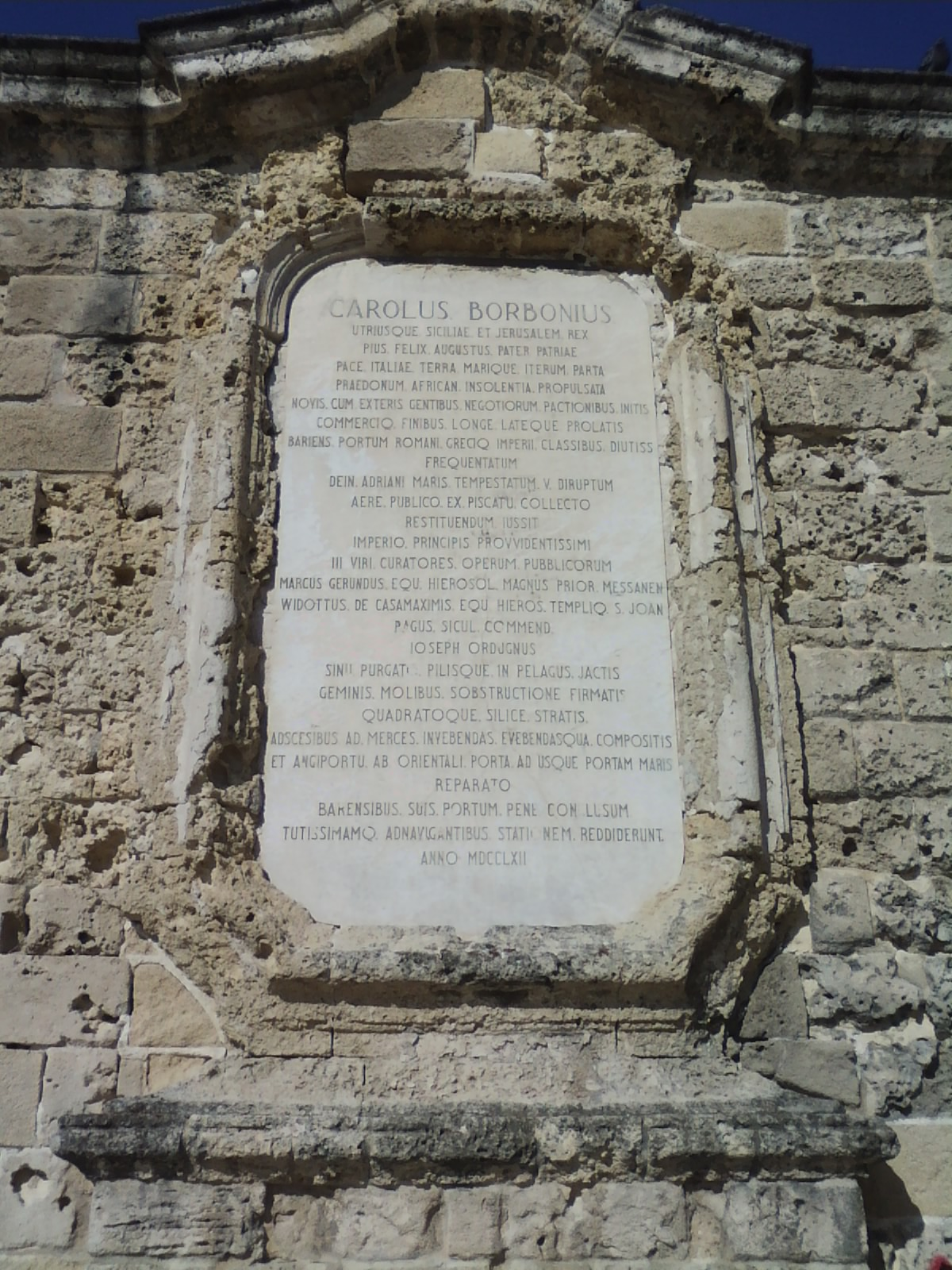
Lapide in ricordo dell'edificazione del fortino di Sant'Antonio abate

Gioacchino Murat, nel 1813, diede inizio ad una nuova urbanizzazione, cambiando il volto della città ed impostando un nuovo modello di crescita a "scacchiera", proseguito per molti anni a venire. Il borgo costruito all'epoca alle porte della città vecchia, conserva ancora il suo nome.
Nella città di Bari l'acqua arrivò il 24 aprile 1915: è il primo vagito dell'Acquedotto Pugliese. Durante il ventennio fascista, grazie all'impegno del podestà e poi ministro Araldo di Crollalanza, la città conosce lo sviluppo urbanistico del lungomare.
La resistenza barese durante la seconda guerra mondiale: i tedeschi fermati dal quattordicenne Michele Romito a Barivecchia

## Cronologia della storia di Bari
- 1000 a.C. - Primo insediamento da parte di profughi Illiri, probabilmente Peucezi e Greci.
- 336 a.C. - I baresi combattono a fianco dei romani contro i Sanniti.
- 218 a.C.-202 a.C. - I baresi si ribellano a Roma e si alleano con Annibale nella seconda guerra punica.
- 476 d.C. - Con la caduta dell'Impero romano d'Occidente anche Bari entra a far parte del regno dei Goti.
- 554 - Bari passa ai Bizantini.
- 690 - Bari è annessa al Ducato di Benevento.
- 773 - Giunge a Bari il dipinto di Nostra Signora di Costantinopoli, il 3 aprile, per mano di due monaci basiliani arrivati dal mare. Il dipinto, conservato nella Cattedrale di Bari, si attribuisce a San Luca. Otto giorni dopo l'arrivo della sacra effigie sono indetti i festeggiamenti ai quali intervengono i vescovi Stefano di Salpi, Endolfo di Trani, Serico di Conversano e Sconzio di Canne.
- 847 - Bari è conquistata da Kalfun e diventa un emirato (10 agosto 847). La città viene fortificata.
- 852-853 - Kalfun, emiro di Bari, muore e gli succede al-Mufarraj ibn Sallàm, che muore assassinato nell'857.
- 857 - Sale al potere Sawdàn, investito ufficialmente nell'864.
- 871 - Il 3 febbraio cade l'emirato di Bari sotto l'attacco degli eserciti dell'Imperatore Ludovico II e del Duca di Benevento Adelchi.
- 876 - Bari diventa capitale dell'Apulia per volontà dell'imperatore bizantino Basilio I il quale pose al comando della città uno "stratega". La sede dello stratega si spostò in seguito a Benevento, per poi tornare a Bari nell'894.
- 970-976 - La città diviene sempre più importante e da sede di stratego passa a quella di catapano, figura con poteri assai più ampi.
- 1002 - Un nuovo attacco dei musulmani viene respinto dalla flotta veneziana, guidata dal doge Pietro II Orseolo[27].
- 1011 - Melo di Bari, un nobile barese, figlio di Colaianni, capeggia una rivolta contro i Bizantini che occupano la città.
- 1020 - Muore Melo a Bamberg, in Germania. Vi si era recato per ottenere l'aiuto dell'imperatore Enrico II. Viene sepolto con onori di principe nella cattedrale di Bamberg.
- 1029 - La città scaccia nuovamente i Bizantini, ma per poco. Nel frattempo acclama Rayca, fratello dell'arcivescovo di Bisanzio, come suo Duca.
- 1042 - Argiro diviene principe di Bari e duca di Puglia, dopo essere passato dalla parte dei Bizantini durante la lotta con i Normanni.
- 1071 - Roberto il Guiscardo conquista Bari il 15 aprile.
- 1079 - Rivolte dei baresi contro il duca e distruzione del Castello di Porta Nuova[28].
- 1085 - Alla morte di Roberto il Guiscardo la città passa a Boemondo, suo figlio.
- 1087 - Arrivano da Myra le spoglie di San Nicola di Bari. Ruggero Borsa, figlio di Roberto il Giscardo e fratello di Boemondo prende il controllo della città.
- 1089 - Papa Urbano II consacra a Bari la cripta della Basilica di San Nicola di Bari, ancora in costruzione.
- 1097 - Boemondo parte per la Prima crociata[29].
- 1098 - Papa Urbano II torna a Bari per il Concilio che riunì 185 vescovi per l'unificazione delle chiese[30].
- 1105 - Muore il 23 maggio l'abate Elia, arcivescovo di Bari e Canosa, artefice della costruzione della Basilica, capo dei Gregoriani.
- 1111 - Muore Boemondo e gli succede come principe di Taranto e quindi signore anche di Bari, Boemondo II, sotto la reggenza della madre Costanza.
- 1118 - L'arcivescovo di Bari e Canosa, Risone, è sgozzato dai suoi oppositori nella chiesa di San Quirico, tra Canne e Barletta.
- 1119 - Grimoaldo Alferanite, nobile di Bari, si proclama principe di Bari.
- 1120 - La reggente del principato di Taranto, Costanza, che era stata tenuta in prigionia, viene liberata per l'intervento di papa Callisto II, ma è costretta ad abdicare in favore di Grimoaldo Alferanite. Questi poi fu l'artefice dei trattati commerciali tra la città e Venezia nel 1122.
- 1131 - Grimoaldo è sconfitto e mandato in Sicilia da Ruggero che conquista la città e nomina il barese Maione come cancelliere. Ruggero inizia la costruzione del Castello normanno-svevo.
- 1156 - Guglielmo il Malo, figlio di Ruggero, distrugge la città quasi totalmente. Maione di Bari riesce a salvare qualcosa, in quanto divenuto nel frattempo Grande Ammirante (Ammiraglio) e Primo Ministro.
- 1169 - Guglielmo dà ai baresi il permesso di riedificare la città.
- 1233 - Federico II di Svevia ordina la realizzazione di un porto in località San Cataldo.
- 1356 - Giovanni Pipino da Barletta occupa la città, si proclama "principe di Bari" e tenta di porre l'assedio a Napoli. Finirà impiccato ad Altamura, ad uno dei merli del castello, dopo essere stato sconfitto ad Ascoli Satriano da re Luigi.
- 1364 - Il 17 settembre muore il principe Roberto, signore di Bari, e gli succede il figlio Filippo.
- 1370 - A Filippo segue la sorella Margherita, moglie di Francesco I Del Balzo. Suo figlio Giacomo riceve poi la signoria in dono, ma è costretto ad abbandonare tutto e rifugiarsi in Grecia in seguito ai contrasti con la regina Giovanna I di Napoli.
- 1380 - La regina Giovanna abdica in favore di Roberto II d'Artois.
- 1382 - Giacomo del Balzo recupera le sue terre e Bari.
- 1390 - A Giacomo segue suo figlio Raimondello Orsini del Balzo.
- 1405 - Raimondello muore e sua moglie Maria d'Enghien eredita la città, che giunge in dote al suo nuovo marito re Ladislao.
- 1426 - Morto Ladislao, la Regina Giovanna II nomina Giacomo Caldora, nobile abruzzese, duca di Bari con annessi Ascoli Satriano, Latiano, Castellana, Valenzano, Conversano, Loseto, Carovigno e Copertino. Caldora conquista poi Altamura, Bitonto ed Andria.
- 1440 - Antonio, figlio di Giacomo, e succeduto al padre come duca di Bari, viene spodestato dal viceduca Marino Reguardati da Norcia, che offre la città a Giovanni Antonio Orsini del Balzo, principe di Taranto, che quindi diventa anche duca di Bari. Farà costruire il Fortino.
- 1464 - Bari passa in mano a Sforza Maria Sforza.
- 1479 - Ludovico il Moro eredita il ducato alla morte del fratello Sforza Maria.
- 1497 - Alla morte della moglie, Ludovico il Moro cede Bari al loro secondogenito Sforza Francesco.
- 1499 - Isabella d'Aragona è nominata duchessa di Bari e raggiunge la città nel 1501, aprendo un periodo considerato d'oro.
- 1524 - Isabella d'Aragona muore l'11 febbraio a Napoli. Il Ducato di Bari passa a sua figlia Bona Regina di Polonia.
- 1535 - Stampa del primo libro barese: "Le operette morali" di Partenopeo Suavio dal francese Gilberto Nehou, in "Le case di San Nicola".
- 1556 - Bona, regina di Polonia e duchessa di Bari, raggiunge la città. Alla sua morte nel 1557 la città passò alla Spagna
- 1584 - Vengono fissati in maniera definitiva i confini dei territori di Bari e Bitonto, nelle zone di confine sono eretti i Titoli[31].
- 1595 - Una invasione di cavallette distrugge i raccolti. Le contromisure furono così drastiche da imporre una multa alle famiglie che non avessero raccolto le uova di questi insetti.
- 1647 - Il marinaio Paolo Ribecco promuove una sommossa popolare per l'esosità delle tasse e diventa Capopopolo. Dopo aver ottenuto ottimi risultati torna alla sua vita di tutti i giorni.
- 1648 - Una terribile siccità distrugge i raccolti.
- 1650 - A Bari si insedia il governatore Pedro Varais, soprannominato "Ira di Dio" dalla popolazione[32].
- 1656-1657 - La peste a Bari decima la popolazione: muoiono 12.462 persone in otto mesi[33].
- 1690-1692 - La peste torna nella Terra di Bari ma questa volta colpisce in particolar modo la provincia. Le misure restrittive decise dalle autorità cittadine evitano il diffondersi del contagio[33].
- 1696 - Un fulmine colpisce una torre del castello dove sono depositati alcuni barili di polvere da sparo. Il risultato è una tremenda esplosione[34].
- 1707 - Finisce la dominazione spagnola e inizia quella austriaca.
- 1737 - Finisce la dominazione austriaca e inizia quella borbonica con Carlo III.
- 1741 - Visita a Bari del re Carlo III.
- 1784 - Il popolo insorge alla notizia del possibile abbattimento della torre del Duomo[35].
- 1799 - In piazza Mercantile è innalzato l'Albero della Libertà.
- 1806 - Giuseppe Bonaparte, re di Napoli,con un decreto nomina la città di Bari capoluogo di provincia[36]. Con un successivo decreto obbliga le università del regno a "mantenere" un maestro e una maestra affinché insegnino ai bambine e alle bambine i rudimenti della lettura e della scrittura[37].
- 1808 - Giuseppe Bonaparte, re di Napoli, giunge a Bari in aprile.
- 1810 - Il 16 febbraio viene istituita da Gioacchino Murat la "Società di Agricoltura", che poi diventerà "Reale Società Economica" il 30 luglio 1812.
- 1813 – Gioacchino Murat posa la prima pietra (24 aprile) e il 25 aprile, firma il Decreto per la costruzione del nuovo borgo fuori della città vecchia.
- 1854 - Il 4 ottobre è inaugurato il teatro Piccinni. Va di scena il "Poliuto" di Gaetano Donizetti.
- 1857 - Il 16 dicembre un forte terremoto con epicentro in Basilicata crea danni strutturali ad alcuni edifici[38].
- 1865 - Il primo tratto di ferrovia, tra Bari e Brindisi viene inaugurato il 25 maggio.
- 1905 - Prima alluvione barese: il 23 febbraio la città è sommersa dall'acqua[39].[40]
- 1915 - Seconda alluvione barese il 3 settembre[41]
- 1918 - Due idrovolanti austriaci bombardano la città e danneggiati dalla contraerei barese sono costretti ad ammarare[42].
- 1925 - Si inaugura l'Università Adriatica ed il primo Magnifico Rettore è Nicola Pende[43]; in cattedrale viene assassinato il canonico Girolamo Capozza e il tempio è interdetto ai credenti fino alla celebrazione della riconciliazione[44].
- 1926 - Terza alluvione barese il 25 e 26 novembre[45].[46]
- 1943 - Il 28 luglio un reparto dell'Esercito schierato a difesa della sede del PNF apre il fuoco contro i manifestanti che festeggiano la caduta del Fascismo: venti morti[47]; il 9 settembre il tentativo tedesco di distruggere il porto viene sventato da reparti militari comandati dal generale Nicola Bellomo e appoggiati da gruppi di civili: è il primo episodio della guerra di liberazione[48]; il 2 dicembre un bombardamento tedesco del porto causa il più grave disastro navale alleato della seconda guerra mondiale dopo Pearl Harbor: 17 navi affondate e centinaia di vittime. Tra le navi colpite una, la John Harvey, è carica di iprite: il gas diffondendosi nell'acqua e nell'aria causa sul momento e nei giorni successivi altre centinaia di morti, anche tra coloro che recuperarono i corpi delle vittime dal relitto e nel bacino del porto[49].
- 1945 - Il 9 aprile muoiono 500 persone e 2.000 rimangono ferite per l'esplosione della nave arsenale Charles Henderson[50]. Il colpo si ripercuote sulle case lungo un raggio vastissimo, causando numerose vittime anche in città e danneggiamenti gravissimi a edifici e monumenti; il porto rimane fuori uso per circa un mese.
- 1967 - È presentato il Piano Regolatore del prof. Ludovico Quaroni[51].